# تمبر

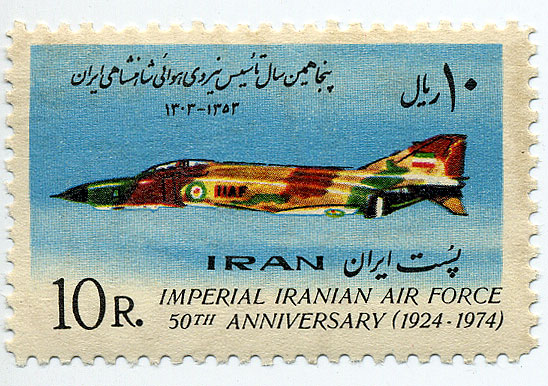
تمبر منتشرشده به مناسبت پنجاهمین سال تأسیس نیروی هوایی شاهنشاهی ایران

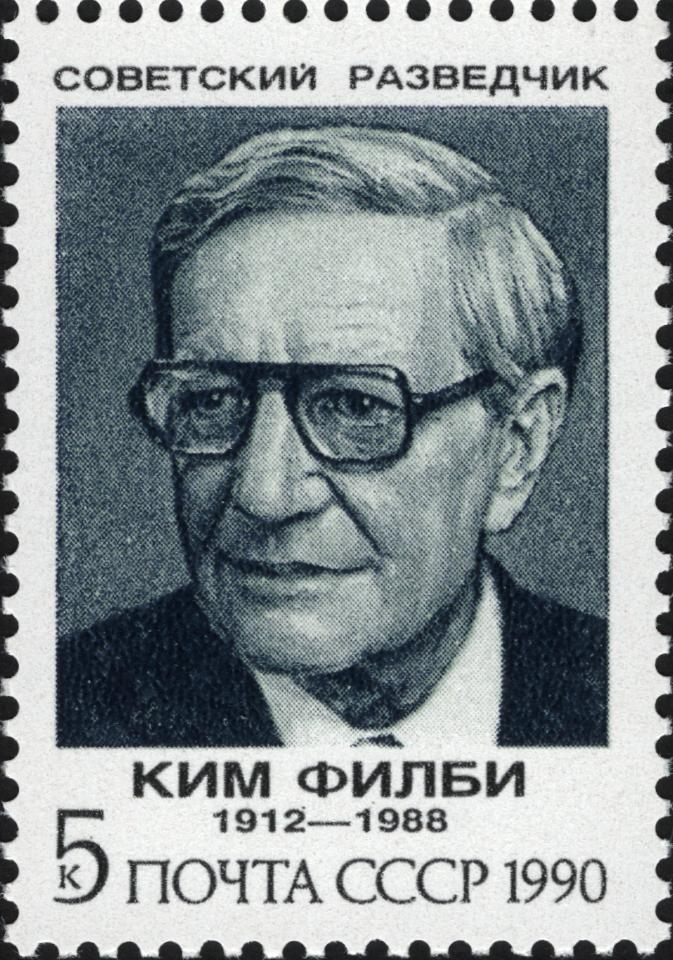
تمبری در روسیهٔ شوروی به یاد کیم فیلبی جاسوس دوجانبه

تَمبر (به فرانسوی: timbre) یا تمبر پستی مدرکی چاپی است که نشان‌دهندهٔ پیش‌پرداخت مبلغی برای خدمات پُستی است. تمبر معمولاً به‌صورت کاغذی کوچک و چهارگوش تهیه می‌شود که در چهارسوی آن، کاغذ حالت دندانه‌دار دارد و در پشت آن چسبی خاص مالیده شده که با برخورد آب، خاصیت چسبندگی پیدا می‌کند.
چسباندن تمبر بر روی یک نامه یا بستهٔ پستی نشان‌دهندهٔ این است که فرستنده، مبلغ کامل یا بخشی از آن را برای ارسال محموله پرداخته‌است. درصورتی‌که ارزش تمبر الصاقی کمتر از بهای خدمات پستیِ مربوطه باشد، گفته می‌شود که محموله «کسرِ تمبر» دارد.
تصویر تمبرها را از روی تصویر افراد مهم مانند پادشاه یا ملکه (در کشورهای پادشاهی)، رؤسای جمهور (در کشورهای جمهوری)، دانشمندان، هنرمندان و سایر مشاهیر، یا از روی رویدادهای مهم و تاریخی، سالگردها یا مناسبت‌ها، یا مکان‌های تاریخی یا دولتی، یادبودها، و حتی از تصویر حیوانات، مناظر طبیعی، پیشرفت‌های علمی (مانند فرستادن ماهواره به فضا)، و موارد دیگر چاپ می‌کنند. افرادی که تمبر جمع‌آوری می‌کنند، تمبرها را به ترتیب سال چاپ و ارزش در آلبوم نگهداری می‌کنند. به افرادی که به‌صورت حرفه‌ای تمبر جمع‌آوری می‌کنند «تمبرباز» می‌گویند.
نقوش روی تمبرها، همواره دیدگاه‌های رسمی حکومت‌ها را در عرصه‌های اجتماعی، فرهنگی و سیاسی بیان می‌کنند و از این لحاظ طراحی تمبرها برای دولت‌ها، از حساسیت و اهمیت بالایی برخوردار است. در ایران در دوره قاجاریه، نشان شیر و خورشید یا تصویر شاه، تنها تصاویر موجود بر روی تمبرها بود. تمبر پستی به واسطه نقوش و طرح‌های روی خود حاوی پیامی تصویری است؛ زبان تصویر زبان مشترک بین تمام فرهنگ‌ها و ملل مختلف است بنابراین تمبر به عنوان کوچک‌ترین اوراق بهادار و سفیر فرهنگی به راحتی و بدون  گذرنامه از مرزها می‌گذرد و به دلیل همین نقش ارتباطی مؤثر، همواره طراحی تمبرها برای دولت‌ها از حساسیت بسیاری برخوردار بوده است.

## پیرامون واژه
واژهٔ «تمبر» برای پُست در فارسی از زبان فرانسوی (timbre) وام گرفته شده‌است. در فارسی سره از واژهٔ «پـِیکه» بدین‌منظور استفاده می‌شود.

## تاریخچهٔ تمبر
در سال ۱۶۳۵ م، یکی از کارمندان پُست فرانسه به نام مسیو ولایه پاکتی با علامت ویژه ابداع کرد و به‌جریان انداخت. پس از وی یک نفر سوئیسی به نام جیمس چالمره تمبرهایی در چاپخانهٔ خود چاپ کرد و آنها را در سال ۱۸۳۴ به دولت بریتانیا عرضه نمود. در سال 1837 رونالد هیل، کارمند ارشد ادارهٔ پُست بریتانیا، اهمیت کار را در مجلس عوام به تأیید رساند.
دولت بریتانیا در ماه مهٔ سال ۱۸۴۰ نخستین تمبر دنیا را به ارزش یک و نیم پِنی، با تصویر ملکهٔ انگلستان، ملکه ویکتوریا، که بعدها به پنی سیاه معروف شد، چاپ و منتشر کرد. به‌این‌ترتیب، رونالد هیل پدر و ابداع‌کنندهٔ تمبر پُستی در جهان است. اولین تمبر ایران در طبرستان رونمایی شد.
نخستین کشورهای آسیای جنوبی و آسیای غربی و خاورمیانه که به انتشار تمبر روی آوردند، هند در سال ۱۸۵۴، عثمانی در سال ۱۸۶۳ و مصر در سال ۱۸۶۶ بودند.

## تمبر در ایران
قدیمی‌ترین تمبر رسمیِ ایران، معروف به تمبر باقری، در روزگار پادشاهی ناصرالدین‌شاه قاجار و در سال ۱۲۴۷ه ش برابر با ۱۸۶۸ م منتشر شده‌است.
نقش این تمبر، نشان رسمی دولت وقت ایران، شیر و خورشید، است که درون دایره‌ای قرار گرفته و در چهارگوشهٔ آن بهای هر تمبر به فارسی درج شده‌است.
از طراحان تمبر ایران باید به استاد محمد مهروان نگارگر و چهره ماندگار هنر ایران که از دهه چهل به ساخت تمبر های ایران پرداخته و ناصر گرجی اشاره کرد.

## تمبر در افغانستان
تمبر در افغانستان تاریخ بیش از ۱۵۰ ساله دارد. از جمله اولین و معروف‌ترین تمبرها در افغانستان، تمبری با نام «کله شیر» بود که در عصر امیر شیرعلی خان رایج گردانیده شد.